# ATC (H02)
Jest to część klasyfikacji anatomiczno-terapeutyczno-chemicznej:
- H – Leki hormonalne do stosowania wewnętrznego (bez hormonów płciowych)
  - H 01 – Hormony podwzgórza i przysadki mózgowej oraz ich analogi
  - H 02 – Kortykosteroidy do stosowania wewnętrznego
  - H 03 – Leki stosowane w chorobach tarczycy
  - H 04 – Hormony trzustki
  - H 05 – Leki wpływające na homeostazę wapnia

Obejmuje ona kortykosteroidy do stosowania wewnętrznego:

## H 02 A -Kortykosteroidydo stosowania wewnętrznego
- H 02 AA - Mineralokortykosteroidy
  - H 02 AA 01 - aldosteron
  - H 02 AA 02 - fludrokortyzon
  - H 02 AA 03 - Dezoksykorton
- H 02 AB - Glikokortykosteroidy
  - H 02 AB 01 - betametazon
  - H 02 AB 02 - deksametazon
  - H 02 AB 03 - fluokortolon
  - H 02 AB 04 - metyloprednizolon
  - H 02 AB 05 - parametazon
  - H 02 AB 06 - prednizolon
  - H 02 AB 07 - prednizon
  - H 02 AB 08 - triamcynolon
  - H 02 AB 09 - hydrokortyzon
  - H 02 AB 10 - kortyzon
  - H 02 AB 11 - prednyliden
  - H 02 AB 12 - rymeksolon
  - H 02 AB 13 - deflazakort
  - H 02 AB 14 - kloprednol
  - H 02 AB 15 - meprednizon
  - H 02 AB 17 - kortywazol
  - H 02 AB 18 - wamorolon

## H 02 B - Kortykosteroidy do stosowania wewnętrznego w połączeniach
- H 02 BX - Kortykosteroidy do stosowania wewnętrznego w połączeniach
  - H 02 BX 01 - metyloprednizolon w połączeniach

## H 02 C - Leki przeciwnadnerczowe
- H 02 CA - Antyadrenokortykosteroidy
  - H 02 CA 01 - trilostan
  - H 02 CA 02 - osilodrostat
  - H 02 CA 03 - ketokonazol[a]
  - H 02 CA 04 - lewoketokonazol